# Natacha Régnier

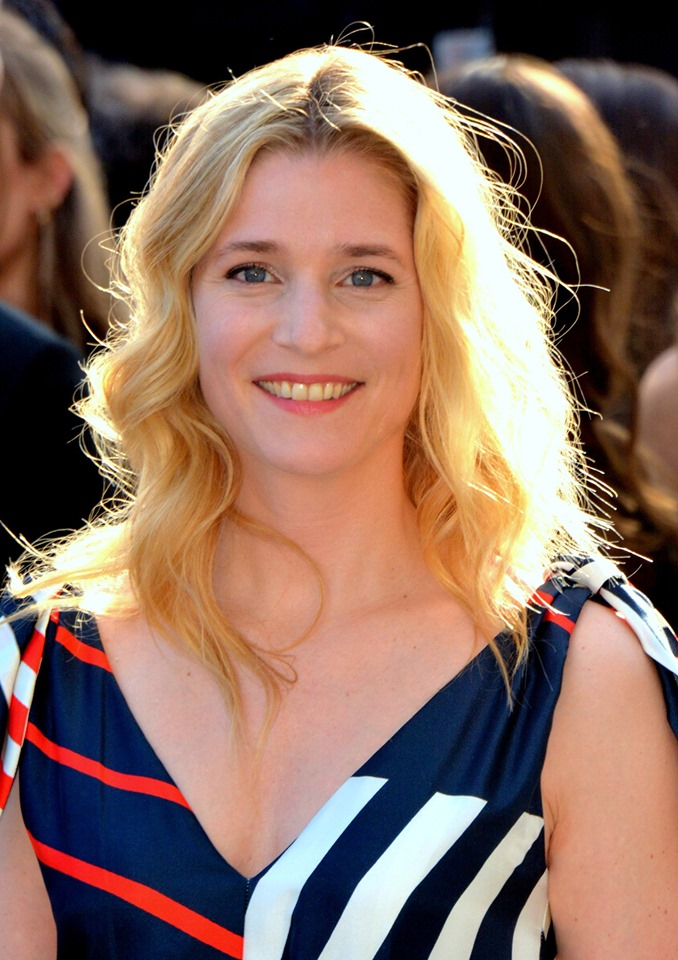
Natacha Régnier (2019)

Natacha Régnier (* 11. April 1972 in Ixelles/Elsene) ist eine belgische Schauspielerin und Sängerin.

## Leben
Nach ihrem Abitur bestand Natacha Régnier die Aufnahmeprüfung an der Hochschule für Schauspiel in Brüssel, musste aber schon nach weniger als einem Jahr die Ausbildung abbrechen. Es wurde ihr abgeraten, den Beruf der Schauspielerin zu erlernen.
Trotzdem drehte sie bereits Anfang der 1990er-Jahre ein paar Kurzfilme und lernte dabei auch Pascal Bonitzer kennen. Nach anfänglichen Schwierigkeiten in Paris und einigen Statistenrollen drehte sie mit Bonitzer 1996 den Film Encore – Immer wieder die Frauen …, in dem Valeria Bruni-Tedeschi ihre Filmpartnerin war.
Im Jahr 1998 drehte sie unter der Regie von François Ozon, der auch das Drehbuch schrieb, Ein kriminelles Paar. Dies ist ein modernes erotisches Märchen, angelehnt an Hänsel und Gretel. Der lang ersehnte Durchbruch folgte ebenfalls 1998, mit der Darstellung der Marie Thomas in dem Film Liebe das Leben von Erick Zonca. Sie gewann den Darstellerpreis in  Cannes 1998 zusammen mit ihrer Filmpartnerin Élodie Bouchez. Die Leistung der beiden Schauspielerinnen wurde später auch mit dem Europäischen Filmpreis honoriert. Auch privat sollte es eine Wende geben: Bei den Dreharbeiten lernte sie den Filmkomponisten Yann Tiersen (Die fabelhafte Welt der Amélie und Good Bye, Lenin!) kennen. Aus dieser Beziehung stammt Tochter Lise (* 2002). Im gleichen Jahr nahm sie mit Tiersen Lieder für sein Album L’absente auf. Weitere Lieder von ihr sind bislang nicht erschienen.
Nach ihrer Babypause erhielt Natacha Régnier eine Vielzahl an Rollenangeboten. Sie drehte innerhalb von wenigen Monaten acht Filme, die allerdings nur in Frankreich zu sehen sind. Ihr großes Vorbild ist Sandrine Bonnaire.
Im November 2005 widmete das 19. Filmfest in Braunschweig ihr eine Hommage mit acht Filmen. Zusätzlich wurde ihr Film Stille Jagd (2004) im Rahmen des Wettbewerbs um den vom Publikum vergebenen Preis Der Heinrich gezeigt.

## Filmografie (Auswahl)
- 1995: Aus dem Tode geboren (Life after death)
- 1995: Der Sekte verfallen (Un monde meilleur)
- 1996: Encore – Immer wieder die Frauen … (Encore)
- 1998: Liebe das Leben (La vie rêvée des anges)
- 1999: Ein kriminelles Paar (Les amants criminels)
- 2000: Alles bestens (wir verschwinden) (Tout va bien, on s’en va)
- 2001: La fille de son père
- 2001: Vater töten! (Comment j’ai tué mon père)
- 2003: Nicht zu verheiraten (Vert paradis)
- 2004: Stille Jagd (Le silence)
- 2004: Don Quichotte oder Die Missgeschicke eines zornigen Mannes (Don Quichotte ou les mésaventures d’un homme en colère)
- 2004: Affe unter Menschen (Carmen)
- 2004: Morgen ziehen wir um (Demain on demenage)
- 2004: Le pont des arts
- 2004: Lass das sein (Ne fais pas ça)
- 2005: Duplicity – Deine Familie gehört mir (Trouble)
- 2005: Kirgisische Mitgift (Isabelle ou la rencontre inattendue)
- 2006: Gaspard der Bandit (Gaspard le bandit)
- 2007: Ein Tag (1 journée)
- 2010: Orly
- 2011: Strahlende Wüste (Qui sème le vent)
- 2011: On the Run (La Proie)
- 2012: 38 témoins
- 2013: Der Schaum der Tage (L’écume des jours)
- 2013: Kinder, Küche, Chaos (La vie domestique)
- 2015: Falco (Fernsehserie, 1 Folge)
- 2018: Marseille (Fernsehserie, 8 Folgen)
- 2020: Die Bestie von Bayonne (La promesse, Fernsehsechsteiler)

## Auszeichnungen (Auswahl)
- 1998: Internationale Filmfestspiele von Cannes, Beste Darstellerin, für Liebe das Leben
- 1998: Europäischer Filmpreis, Beste Hauptdarstellerin, für Liebe das Leben
- 1999: César, Beste Nachwuchsdarstellerin, für Liebe das Leben
- 1999: Étoile d’Or, Beste Nachwuchsdarstellerin, für Liebe das Leben
- 2013: Nominierung Magritte Award, Beste Nebendarstellerin, für 38 témoins